# Euonymus latifolius
Espèce
Classification phylogénétique
Le Fusain à larges feuilles, ou Euonymus latifolius, est une espèce de plante du genre Euonymus et de la famille des célastracées. C'est un arbre originaire du bassin méditerranéen, typique des pays du sud de l'Europe comme l'Espagne, d'Afrique du Nord et du Moyen-Orient.